# Little Bay (Montserrat)
Little Bay  (que en español quiere decir: Pequeña Bahía) es una ciudad en construcción, destinada a ser la futura capital de la isla caribeña de Montserrat, un territorio británico de ultramar. Se encuentra junto a Brades  al norte del territorio.
La capital oficial de Montserrat en Plymouth, en el sur de la isla fue abandonada desde 1997 después de haber sido destruida por la erupción del volcán Soufrière Hills. Los Edificios de gobierno provisionales se construyeron en Brades, convirtiéndose en la capital política desde 1998. La medida fue inicialmente concebida para ser temporal, pero se ha mantenido como capital de facto de la isla desde entonces. 
El proyecto está financiado por el Gobierno de Montserrat y el Departamento para el Desarrollo Internacional del Gobierno del Reino Unido.